# Kuroda Yoshitaka

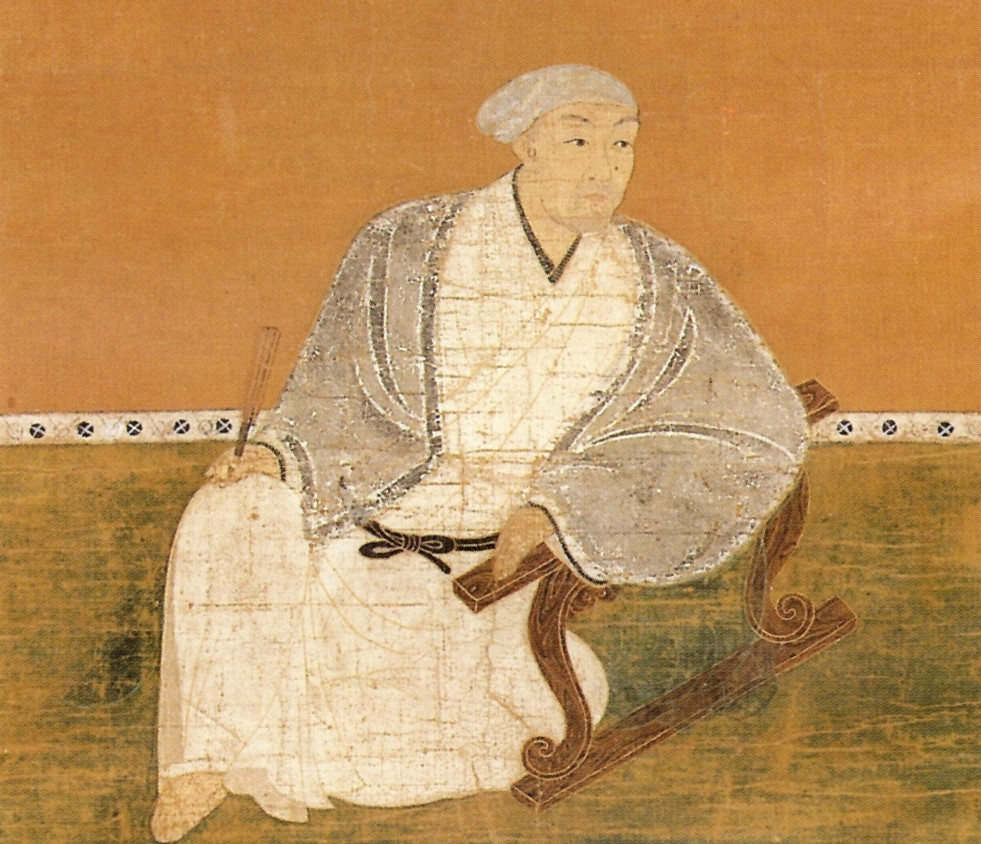
Kuroda Yoshitaka

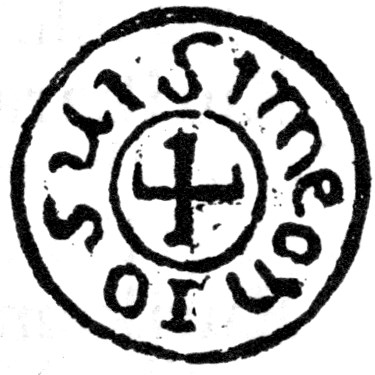
Yoshitakas Siegel

Kuroda Yoshitaka (japanisch 黒田 孝高; geboren 22. Dezember 1546 in Himeji (Provinz Harima); gestorben 20. März 1604 in Fushimi) war ein japanischer Militärkommandant in der Sengoku- und Azuchi-Momoyama-Zeit.

## Leben und Wirken

### Frühe Jahre
Kuroda Yoshitaka war unter seinem allgemeinen Namen Kanbei (官兵衛) bekannt. Sein Kindheitsname war Mankichi (萬吉). Nachdem er später Priester geworden war und sich den Kopf hatte rasieren lassen, nannte er sich Josui (如水). Er war der Sohn von Kodera Mototaka (小寺 職隆), der gehörte zur Familie Kuroda, den Herren der Burg Himeji in der Provinz Harima. Seine Mutter war die Adoptivtochter von Kodera Masamoto (小寺 政職; 1529–1584), Tochter von Akashi Munekazu (明石宗和).
Als der Einfluss von Oda Nobunaga Harima erreichte, empfahlen Kuroda und sein Vater Masamoto Kodera, dem Herrn der Burg Gochaku (御着城), sich Nobunaga anzuschließen. Und so hießen sie Hideyoshi Toyotomi 1577 auf der Burg Himeji willkommen. Im folgenden Jahr, als Araki Murashige (荒木 村重; 1553–1586) Nobunaga in den Rücken fiel, ging er allein in die Burg Itami (伊丹城) in der Provinzs Settsu und versuchte ihn zum Mitmachen zu überreden, wurde jedoch gefangen genommen und in der Burg festgehalten. Er wurde von Hideyoshi befreit und wurde dessen treuer Vasall. Ungefähr zu dieser Zeit nahm Kodera wieder seinen ursprünglichen Nachnamen Kuroda an. Er übergab Hideyoshi seine Residenz Burg Himeji und machte die Burg Kokufu Yamashiro (国府山城) in der Stadt Himeji zu seiner Residenz. Als 1582 die Burg Takamatsu angegriffen wurde, wo Shimizu Muneharu (清水 宗治; 1537–1582) stationiert war, sah er sich die topografische Lage genau an und macht Hideyoshi den Vorschlag, die Burg vom Wasser her anzugreifen.

### Spätere Jahre
Man sagt, dass es Kuroda war, der Hideyoshi, der ratlos war, als er erfuhr, dass Oda Nobunaga bei dem Honnōji-Zwischenfall getötet worden war, dazu drängte, die Herrschaft zu übernehmen. Danach zeichnete er sich in der Schlacht von Yamazaki, der Schlacht von Shizugatake und beim Einmarsch in Shikoku (四国攻め, Shikoku seme) 1581 bis 1582 aus. 1591, bevor Hideyoshis Hauptstreitkräfte an die Front gingen, ging er als Militärkommandant (軍奉行, Ikusa Bugyō) nach Kyūshū und drängte die Daimyō von Kyūshū dazu, sich zu ergeben.
Nach der erfolgreichen Invasion von Kyūshū erhielt Kuroda ein Einkommen von 120.000 Koku mit der Burg Nakatsu in der Provinz Buzen. Doch 1589 übergab er die Leitung  der Familie an seinen Sohn Nagamasa. Er ging jedoch nicht ganz in den Ruhestand und diente als Stratege beim Angriff auf Odawara im folgenden Jahr, 1590. Zu dieser Zeit betrat er auch die Burg Odawara, traf Hōjō Ujimasa und dessen Sohn Hōjō Ujinao und überredete sie, die Burg unblutig zu übergeben.
Während der Schlacht von Sekigahara im Jahr 1600 gehörten er und sein Sohn Nagamasa zur Ostarmee. Während Nagamasa Tokugawa Ieyasu auf das Schlachtfeld folgte, rekrutierte Yoshitaka, der zu Hause auf der Burg Nakatsu war, Rōnin und kämpfte bei Ishigakihara (石垣原) gegen die Ōtomo Yoshimune (大友 義統; 1529–1605), der damit begonnen hatte, sein früheres Territorium wiederherzustellen, und besiegte ihn. Er griff auch Mōri Katsunobu (毛利 勝信: gest. 1611) in Kokura an und rückte dann von der Provinz Chikugo nach Minamata in der Provinz Higo vor, um den Shimazu-Klan zu besiegen.
Kuroda hatte sich christlich taufen lassen, wobei er den Taufnamen „Don Simeon“ erhalten hatte. Er erlernte die Teezeremonie von Sen no Rikyū und verfasste ein Buch dazu mit dem Titel „Kuroda Josui Chayu Teisho“ (黒田如水茶湯定書) – „Richtige Anleitung zur Teezeremonie, Kuroda Josui“. Er starb in Fushimi (Kyōto) und wurde am Tempel der Familie, am Sōfuku-ji (崇福寺) in Fukuoka bestattet.